# Асия (океанида)
Асия (Азия, др.-греч. Ἀσία, микен. a-si-wi-ja) — персонаж древнегреческой мифологии. В текстах из Пилоса это эпитет Потнии. По гипотезам современных учёных, эпитет — по городу Асиос на Крите либо от области Асия в Малой Азии.
В древнегреческой мифологии это океанида, дочь Океана и Тефии. Согласно Геродоту, Асия — жена Прометея, от которой названа часть света Асия.
По другой родословной, Асия — жена Иапета, мать Прометея (смотри также Климена (океанида)).
В честь Асии назван астероид (67) Асия, открытый в 1861 году английским астрономом Норманом Погсоном в Мадрасской обсерватории. Название связано с тем, что это был первый астероид, открытый с территории Азии.